# Noah Gaudin
Noah Gaudin, né le 12 juin 1999 à Hamelin (Allemagne), est un joueur français de handball professionnel évoluant au poste d'arrière gauche ou de demi-centre.

## Biographie
Fils de Christian Gaudin, notamment double Champion du monde de handball, Noah Gaudin naît à Hamelin (Allemagne) car son père évoluait alors dans le club de la ville, le VfL Hameln. Après son père, son oncle Gilles Derot et son cousin Théo Derot, il devient en mars 2025 le quatrième membre de sa famille à être sélectionné en équipe de France. De plus, ses frères aînés Clément et Thomas sont également handballeurs professionnels.
C'est au Saint-Raphaël Var Handball, entraîné par son père Christian, que Noah Gaudin découvre et se met au handball. Quand, son père signe au Sélestat Alsace Handball en février 2015, Noah Gaudin suit son père, intégrant le pôle espoir de Strasbourg et évoluant avec la réserve de Sélestat en Nationale 2 les week-ends. En 2017, il retrouve le sud de la France en rejoignant le centre de formation du Pays d'Aix UC. En novembre 2018, il est prêté jusqu'à la fin de la saison au Cesson Rennes MHB, entraîné depuis le début de la saison par  son père.
De retour à Aix, il peine à s'imposer et, jugé un peu frêle pour la D1, prend alors une décision radicale :  quitter la France pour le Danemark. Il signe ainsi en 2020 pour le SønderjyskE, puis trois ans plus tard le Skjern Håndbold

### En sélection nationale
Auparavant, il devient l'un des piliers de la deuxième « génération dorée » des équipes de France de jeunes et junior, médaillée d'or à l'Euro jeunes puis aux Mondiaux jeunes (en) et junior aux côtés notamment d'Elohim Prandi ou de Dylan Nahi. 
Le 12 mars 2025, il honore sa première sélection en équipe de France senior face au Danemark lors d'un match comptant pour l'EHF Euro Cup (en). 

## Palmarès

### En sélection
Équipes de France jeunes et junior
- Médaille d'or au championnat d'Europe jeunes en 2016 (de)
- Médaille d'or au championnat du monde jeunes en 2017 (en)
- Médaille d'or au championnat du monde junior 2019

Équipe de France de senior
- Vainqueur de l'EHF Euro Cup (en) en 2025 (en)